# Krištof Stern
Krištof Stern, tudi Christoph Stern, ljubljanski župan v 16. stoletju.
Stern je bil župan Ljubljane od leta 1530 do 1531, ko ga je nasledil Viljem Praunsperger. 